# Two (Zona crepusculară)
Two este primul episod al sezonului 3 al serialului american  Zona crepusculară. A fost difuzat pe data de 15 septembrie 1961 pe CBS.
În adaptarea radio⁠(d) a acestui episod, Don Johnson l-a înlocuit pe Charles Bronson.

## Intriga
Un soldat (Elizabeth Montgomery) îmbrăcat într-o uniformă zdrențuită ajunge într-un oraș pustiu. Privește în vitrinele unor magazine, iar apoi își îndreaptă privirea către un restaurant. Găsește o conservă cu carne de pui în bucătărie, ar înainte să o poată desface, un bărbat (Charles Bronson) cu o uniformă uzată intră în clădire. Aceasta îl atacă, dar bărbatul o lovește și începe să mănânce puiul.
Iese din restaurant și se duce la un chioșc de ziare. Un ziar dezvăluie că orașul a fost evacuat în timpul războiului. Se întoarce în bucătărie și o trezește pe femeie, aruncând o oală cu apă peste fața sa. Acesta îi spune că nu mai are rost să lupte din moment ce nu mai există armate, doar cârpe zdrențuite, care erau cândva uniforme. Îi spune că poate mânca restul puiului, dar în cele din urmă conștientizează că nu-l poate înțelege și părăsește clădirea. Femeia este precaută, dar mănâncă puiul.
Îl urmărește până într-o frizerie și îl privește cum se bărbierește. Acesta îi aruncă un săpun și un prosop, iar femeia își spală fața murdară. Cei doi se plimbă pe stradă până lângă un cinematograf. Se uită la afișul unui film de dragoste difuzat în timpul războiului, se întoarce către fată și îi zâmbește. Descoperă osemintele unor soldați la intrarea în cinematograf și apucă armele acestora.
După un moment tensionat în care cei doi se țintesc reciproc, bărbatul se întoarce și pleacă, aruncând arma. Femeia îl urmează, iar cei doi hoinăresc străzile orașului. Se opresc în fața unui magazin cu o rochie în vitrina spartă și ea mormăie „pryekrasnyy” (прекрасный), cuvântul rus pentru „frumos”. Acesta îi întinde rochia și îi spune să o probeze.
Tânăra intră în clădirea de lângă magazinul universal, care se dovedește a fi un birou de recrutare. În timp ce se pregătește să probez rochia, observă afișele de înrolare cu mesaje șovine⁠(d); apucă arma, iese din birou și trage furioasă de două ori în bărbat, dar nu-l nimerește. Acesta se ridică, se uită neîncrezător la ea și pleacă. Odată cu lăsarea nopții, femeia se întoarce la frizerie să doarmă în fotoliul frizerului, cu pistolul în brațe, privind spre rochie.
A doua zi dimineață, bărbatul și-a improvizat o nouă uniformă și a găsit două borcane cu piersici. O vede pe femeie așteptând și privind spre el din spatele unui camion. Acesta îi spune să plece „să-și găsească tovarăși mai potriviți pentru război”. Tânăra iese din spatele camionului îmbrăcată în rochia din vitrină. Acesta îi aruncă unul dintre borcane și îi spune „pryekrasnyy”. Femeia zâmbește și cei doi pleacă împreună.